# Vincenzo Martellotta
Vincenzo Martellotta (Tarente, 1 januari 1913 - Castelfranco Emilia, 27 augustus 1973), was een Italiaans militair. Hij diende als kikvorsman bij de Regia Marina tijdens de Tweede Wereldoorlog. Martellotta werd gehuldigd met de Medaglia d'Oro al Valor Militare (Gouden Medaille voor Militaire Moed).

## Zijn carrière
Na de middelbare school in het Liceo Morea van Conversano, schreef hij zich in voor één jaar bij de Faculteit Ingenieurswetenschappen aan de Universiteit van Napels. Aangetrokken door de zee deed hij zijn aanvraag op de Accademia Navale di Livorno en in oktober 1931 werd hij een leerling bij het Corpo delle Armi Navali (Korps van Marinebewapening).
In 1934 waren zijn studies gericht op de Defensie Hogeschool in Turijn en in de Hogeschool van deze stad, behaalde hij zijn diploma als industrieel ingenieur. Vincenzo Martellotta werd bevorderd tot onderluitenant bij de AN (Armi Navali) (Marine Wapens) in 1935 en als luitenant-ter-zee in 1936. In oktober 1937, na het beëindigen van de cursus ging hij naar de Accademia Navale (Marine Academie), met de bedoeling zijn duikopleiding voort te zetten in Massawa, Eritrea, aan de Rode Zee, waar de opleiding van artillerie en Torpedo's dell'Autoreparto gevestigd waren.

## Tweede Wereldoorlog
Hij werd vooreerst overgeplaatst in 1939 bij het Direzione Armi Subacquee (Onderwaterwapen Directoraat) in La Spezia en vervolgens bij de afdeling Torpedo's, Lanciasiluri, torpedo- en onderzeeërtesten in Tarente. In oktober 1940 kwam hij in dienst bij de Xe Flottiglia MAS en na een harde trainingsperiode, werd hij actief ingezet voor een onderwateraanval in de haven van Valletta in Malta op 26 juli 1941, samen met de groepsleider majoor Teseo Tesei. Tesei en zijn Maiale-begeleider, Alcide Pedretti lieten echter het leven bij deze eigenlijke zelfmoord-operatie. Deze operatie was een ramp voor de Italiaanse duikers en moesten zich noodgedwongen terugtrekken uit de Britse wateren rondom Malta.
Daarna werd Martellotta ingezet voor een operatie in Alexandrië, Egypte, in de nacht van 18 en 19 december 1941 samen met de groepsleider luitenant-ter-zee Luigi Durand de la Penne. Deze actie was het hoogtepunt met het tot zinken brengen van twee Britse slagschepen en een Britse olietanker. Martellotta voer met zijn Maiale-menselijke-torpedo, samen met de 3e Klasse-duiker Mario Marino, naar hun doel en zette een aanval in op de Britse tanker Sagona die ze lieten zinken op de ondiepe havenbodem en brachten tevens schade toe aan de Britse torpedojager HMS Jarvis. Martellotta werd samen met de gehele duikersgroep krijgsgevangengenomen door de Britten na de succesvolle actie.
In februari 1944 keerde hij terug uit krijgsgevangenschap en nam hij nu samen met de geallieerden deel aan de oorlog met de bevrijding van de "Mariassalto", de Italiaanse CONSUBIN (Comando Raggruppamento Subacquei ed Incursori "Teseo Tesei" - Italiaanse Kikvorsman-Commandogroep "Teseo Tesei").

## Na de oorlog
Na de oorlog nam hij vrijwillig deel aan het opruimen van zeemijnen en het vrijwaren van mijnen, obstakels en terugwinnen van de havens van Genua, San Remo, Oneglia en Porto Maurizio, en met zijn broer Diego Martellotta, de hoogste in rang bij de Bersaglieri (Italiaanse elite infanterie) en expert op het gebied van chemische oorlog, werkten ze samen aan de renovatie van de havens van Brindisi, Bari, Barletta, Molfetta en Manfredonia.
In 1947 ging hij samen met een reddingsploeg voor een noodopdracht om een brand in een opslagplaats van explosieven in Bari te bestrijden. Men kon de krachtige agressieve chemische lekkage van een apparaat neutraliseren, waardoor ernstige schade voor de burgers en omgeving werd vermeden. Voor deze actie, waarin gemeld werd dat hij brandwonden opliep en die hij in het ziekenhuis liet verzorgen, werd hij hiervoor gehuldigd met de Medaglia d'Argento al Valore Civile (Zilveren Medaille voor Burgerlijke Moed).
Martellotta werd bevorderd tot luitenant-kolonel in januari 1953, en in 1960 werd hij geplaatst met de positie van hulpfunctionaris-kolonel bij de Armi Navali.
Vincenzo Martellotta stierf in Castelfranco Emilia, op 27 augustus 1973 op 60-jarige leeftijd.

## Militaire loopbaan
- Adelborst (Guardiamarina), Regia Marina: 1935
- Luitenant ter Zee der 2de klasse (Sottotenente di Vascello), Regia Marina: 1936
- Luitenant ter Zee der 2e klasse (oudste categorie) (Tenente di vascello), Regia Marina:
- Korvetkapitein (Capitano di Corvetta), Regia Marina: 1941[1]
- Fregatkapitein (Capitano di Fregata), Regia Marina: januari 1953[1]
- Kapitein-ter-zee (Capitano di Corvetta), Regia Marina: 27 augustus 1973[1]

## Onderscheidingen
- Gouden medaille voor Dapperheid op 18 - 19 december 1941
- Ricompense al valor militare op 26 juli 1941
- Burgermedaille voor Moed (Valor civile) op 30 mei - 1947